# Leonard Henry Caleb Tippett
Leonard Henry Caleb Tippett (znany również jako L. H. C. Tippett) (1902–1985) – angielski statystyk. Wprowadził pierwsze tablice liczb losowych. Współtworzył twierdzenie Fishera-Tippetta-Gnedenki oraz rozkładu Fishera–Tippetta. W 1965 r. pełnił funkcję przewodniczącego Królewskiego Towarzystwa Statystycznego.